# British Columbia Highway 20
Der British Columbia Highway 20 in British Columbia hat seinen Beginn in Williams Lake und führt über eine Strecke von 456 km nach Bella Coola, das an einem Fjord, dem North Bentinck Arm an der Westküste Kanadas gelegen ist. Dabei erschließt er das als Chilcotin District bezeichnete Gebiet.

## Streckenverlauf
Der Highway beginnt in Williams Lake westlich des gleichnamigen Sees als Abzweig des Highway 97. Er führt zuerst nach Südwesten ins Tal des Fraser River und kreuzt diesen 24 km nach Beginn des Highways. Nach weiteren 10 km kommt eine Kreuzung, von der aus eine Stichstraße nach Norden abgeht. Von dort aus kommt man nach ca. 500 m zum Williams Lake LORAN-C Tower, einem LORAN-Sender für die Seenavigation. Vorbei an einigen wenigen kleineren Orten gelang man nach Alexis Creek. Kurz vor Alexis Creek zweigt eine Straße nach Süden ab die unter anderem zum Eleven Sisters Provincial Park, zum Nuntsi Provincial Park und zum Ts’ilʔos Provincial Park führt. Kurz nach Alexis Creek durchquert der Highway den am Chilcotin River gelegenen Bull Canyon Provincial Park.

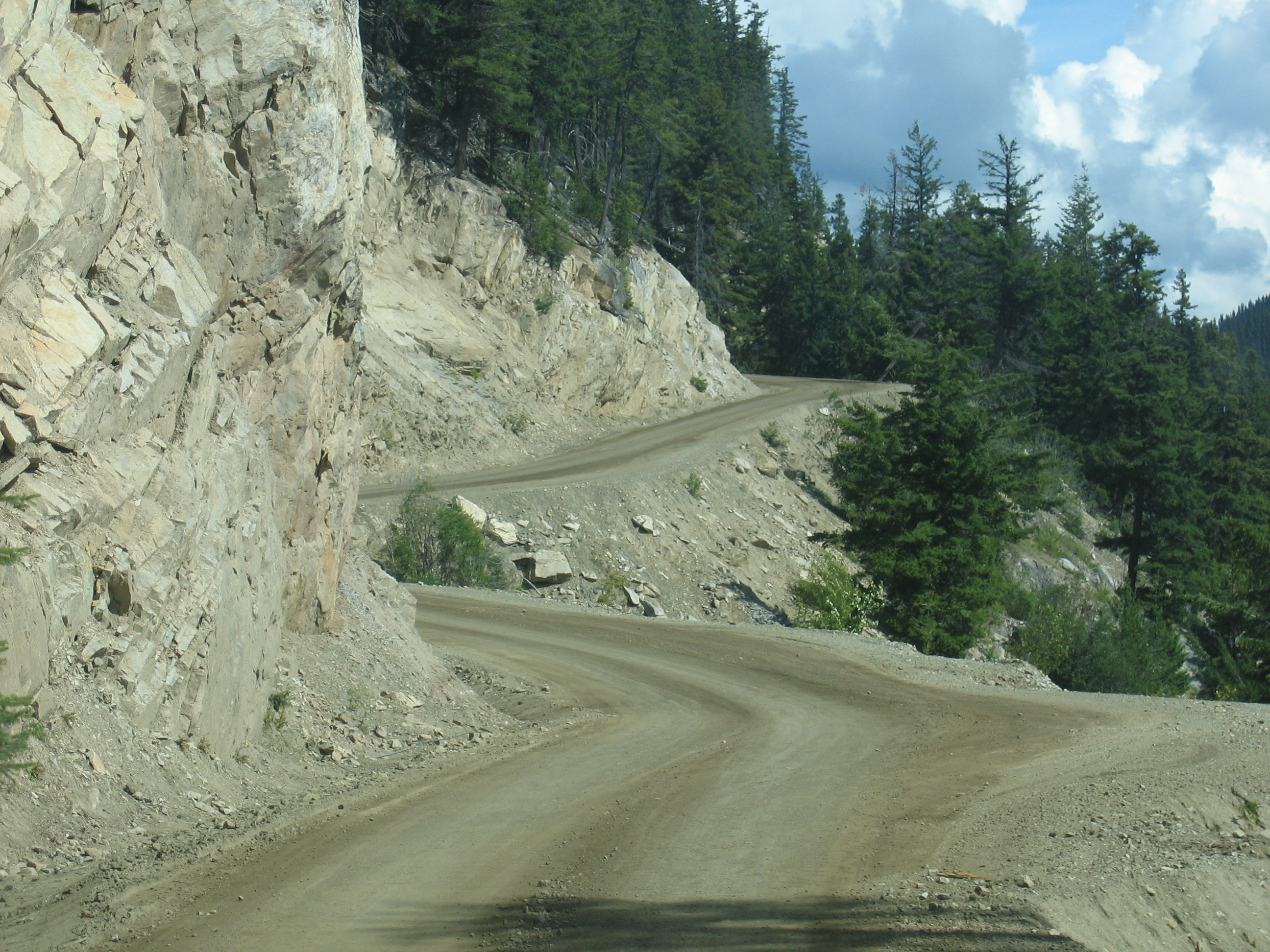
Der Highway auf dem Anstieg zum Heckmann Pass

Der nächste Abschnitt des Highways führt nach Westen entlang von Redstone und Chilanko Forks nach Tatla Lake, das am Westende des gleichnamigen Sees gelegen ist. Anschließend ändert der Highway seine Richtung nach Nordwesten, um ab dem Anahim Lake jedoch erst nach Südwesten und dann wieder Richtung Westen zu führen. Die Straße durchkreuzt den südlichen Teil des Tweedsmuir Provincial Park. Im Park überquert der Highway auch, bei einer Passhöhe von 1524 m, den Heckman Pass. Zwischen Anahim Lake und einem Punkt im Westen des Tweedsmuir Provinicial Park ist die Straße über eine Strecke von rund 50 bis 60 Kilometern nicht asphaltiert, sondern nur geschottert. Am Ende des Parks gelangt der Highway in das Tal des Bella Coola River, welchem die Route bis an ihr Ende folgt. Der Highway endet selbst westlich von Bella Coola, dort befindet sich ein Fährhafen, von wo aus man das südlich auf Vancouver Island gelegene Port Hardy bzw. das nördlich ebenfalls auf dem Festland gelegene Prince Rupert auf dem Seeweg erreichen kann. Die Strecke zwischen Bella Coola und Port Hardy wird von einer regelmäßig verkehrenden Fähre von BC Ferries bedient. Ebenfalls verkehren von hier Fähren der Gesellschaft nach Bella Bella (auf Campbell Island), nach Shearwater (auf Denny Island) sowie nach Ocean Falls.